# Émilie Albertini
Émilie Albertini, née le 18 juin 1979 à Bastia, est une présentatrice et styliste de la chaîne de télévision française M6. Elle a présenté jusqu'en 2012 les émissions Change de look et Nouveau look pour une nouvelle vie.

## Biographie
En 2001, à 22 ans, après avoir étudié l'espagnol à la Sorbonne, elle change d'orientation et souhaite devenir journaliste : elle passe certains concours mais une examinatrice de l'un d'entre eux conclut que, « avec un accent pareil, [elle ne fera] ni télé, ni radio ». Cependant elle réussit un an plus tard à faire son premier stage chez Mireille Dumas. En 2004, elle devient chroniqueuse dans une émission de mode sur France 5.
En 2005, Paris Première lui propose d'intégrer son équipe de réalisateur pour l'émission Paris défile : elle rencontre alors Mario Testino, Karl Lagerfeld, Jean-Paul Gaultier ou encore Marc Jacobs.
En septembre 2007, M6 l'engage pour l'émission Change de look.
En septembre 2008, elle devient l'une des deux stylistes de l'émission Nouveau look pour une nouvelle vie (en tandem avec Cristina Córdula), et réalise des chroniques sur la mode et la beauté dans l'émission Bien dans ma vie. Elle quitte M6 en 2011.
Entre 2013 et 2014, elle est chroniqueuse dans l'émission Est-ce que ça marche ? sur D8. Elle participe également à l'émission Le Maillon Faible : spéciale célébrités, toujours sur la même chaîne.
SHOW ! Le matin (7h - 9h) avec Cartman et Vincent Desagnat sur D17 où elle remplace Stéphanie
En 2014, elle rejoint la chaîne du Groupe TF1, Stylia, afin de présenter l'émission Back to Basics, leçons de style diffusée dès le 19 septembre 2014. Elle est également rédactrice en chef du programme.
En 2016, elle débarque sur ELLE Girl à la présentation de Belle comme un camion. Dans cette émission, elle part à la rencontre des françaises pour les aider à trouver le style.

## Vie privée
En 2009, elle met au monde son premier enfant prénommé Romy Turiaf.